# Gymnasiumsweiher
Der Gymnasiumsweiher ist ein Baggersee in Königsbrunn. Er befindet sich westlich des Gymnasiums, woher er seinen Namen hat, in einer ehemaligen Kiesgrube, die renaturiert und sich jahrzehntelang selbst überlassen wurde. Das so entstandene Biotop bietet Lebensraum für viele Vögel, Insekten, Fische und Amphibien.
Der Gymnasiumsweiher ist das einzige Gewässer im Inneren der Stadt Königsbrunn. In unmittelbarer Umgebung befinden sich verschiedene von der Stadt Königsbrunn angelegte Attraktionen für die Bürger:
- ein Skatepark
- ein Arboretum
- eine Kneipp-Anlage
- ein 240 m langer, gewundener Barfußpfad, „Pfad der Sinne“
- ein Kräutergarten

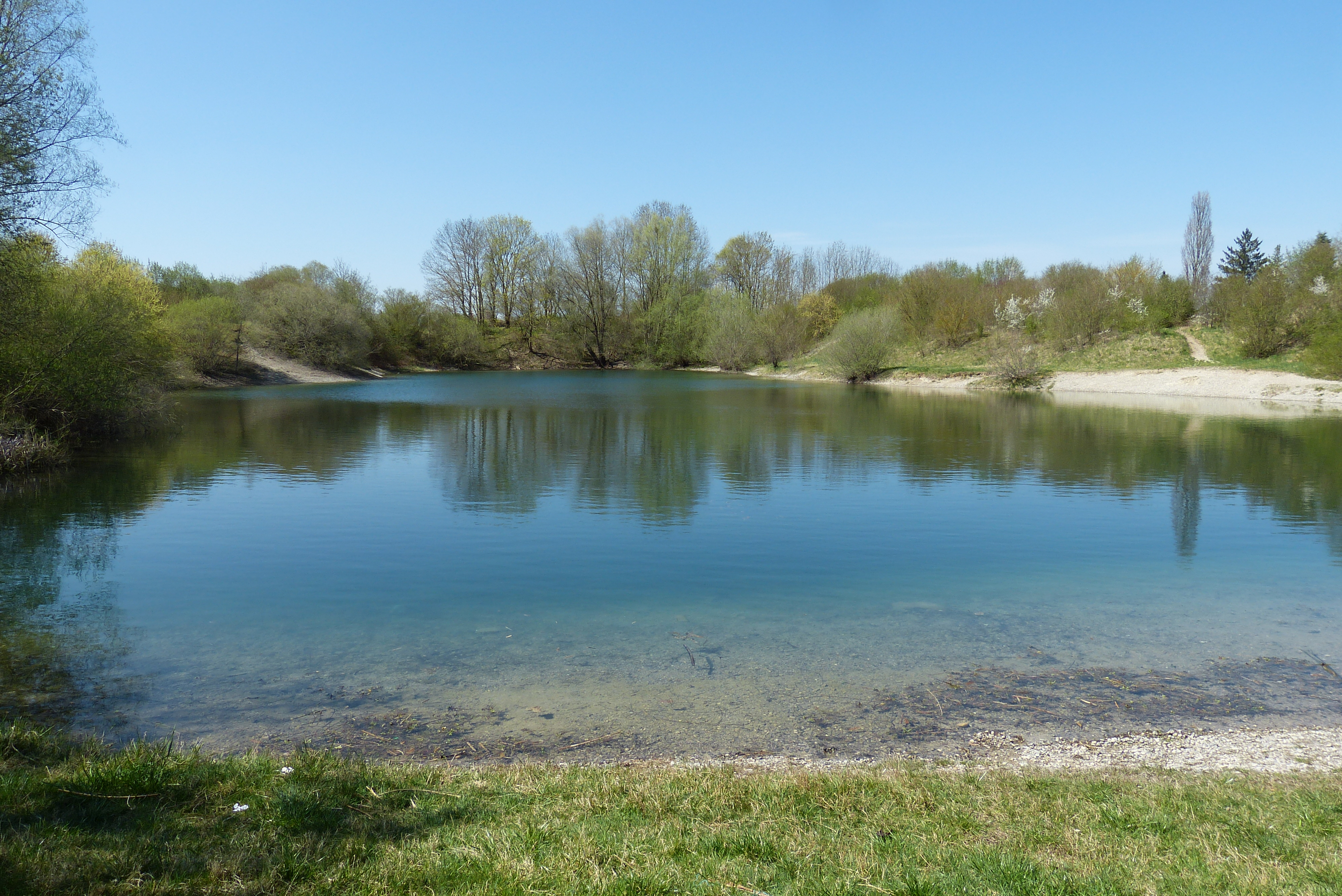
Der Gymnasiumsweiher vom Ostufer aus
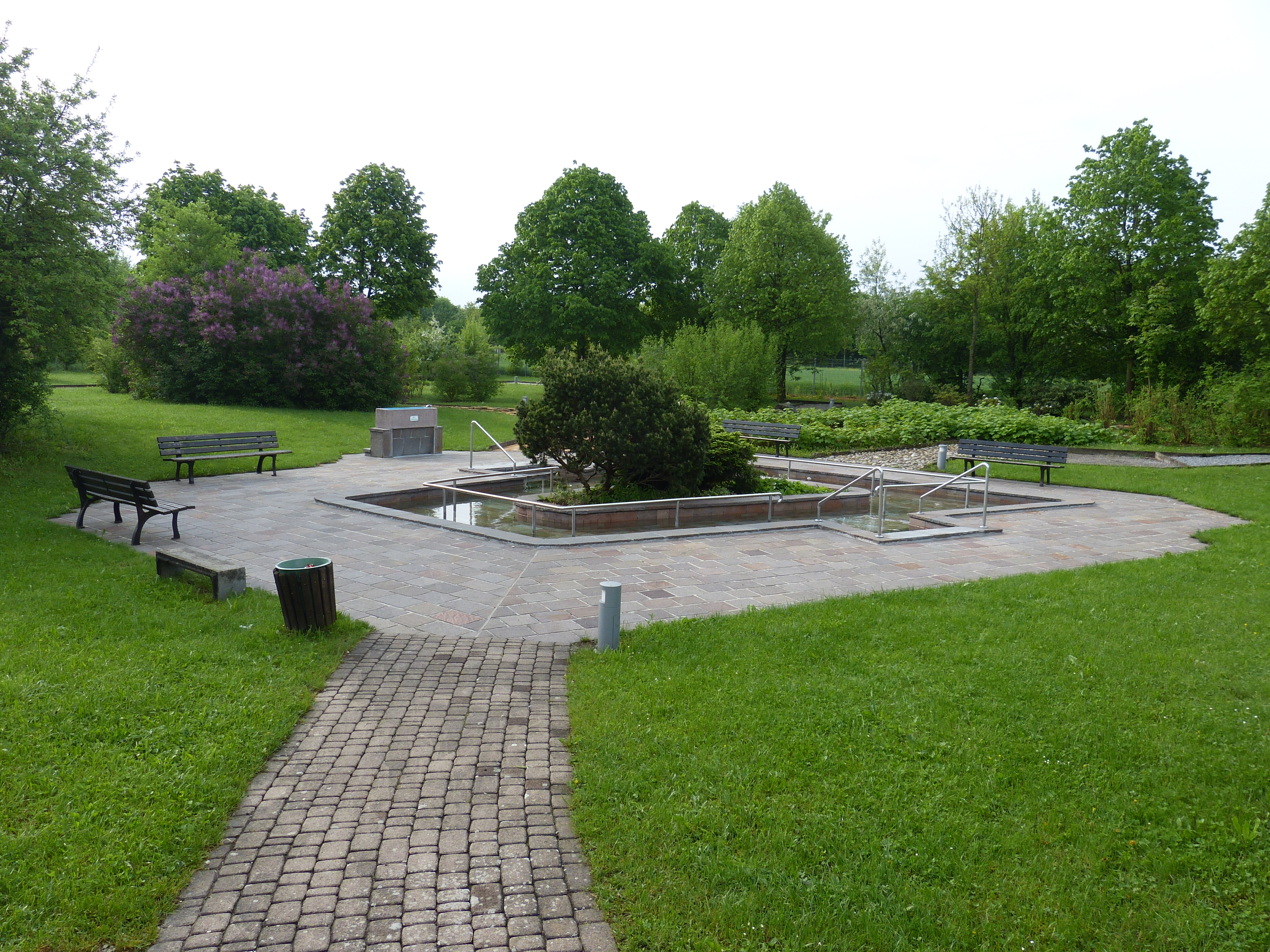
Die Kneipp-Anlage
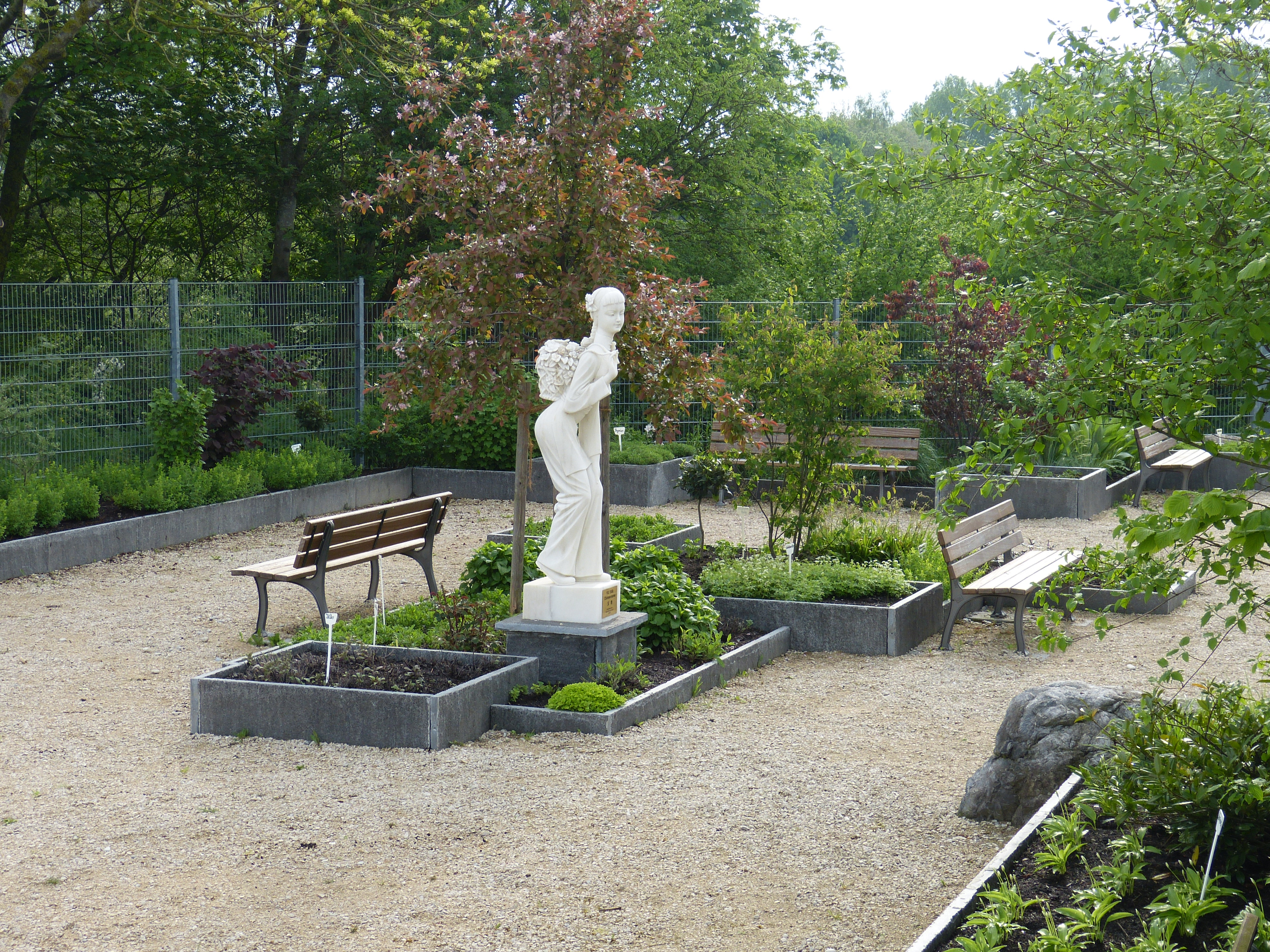
Der Kräutergarten mit dem chinesischen Blumenmädchen

Westlich des Weihers befindet sich der „Sportpark West“ und der Aussichts- und Rodelhügel „Ulrichshöhe“ (539,90 m ü. NN und damit ca. 24 m hoch) und östlich das Mercateum.